# Аснет
Аснет (фр. Assinet) — деревня и супрефектура в Чаде, расположенная на территории региона Батха. Входит в состав департамента Восточная Батха.

## Географическое положение
Деревня находится в центральной части Чада, на высоте 353 метров над уровнем моря, на расстоянии приблизительно 457 километров к северо-востоку от столицы страны Нджамены.

## Население
По данным официальной переписи 2009 года численность населения Аснета составляла 30 032 человека (14 158 мужчин и 15 874 женщины). Население супрефектуры по возрастному диапазону распределилось следующим образом: 55,8 % — жители младше 15 лет, 39 % — между 15 и 59 годами и 5,2 % — в возрасте 60 лет и старше.

## Транспорт
Ближайший аэропорт расположен в городе Ум-Хаджер.